# Ушаков, Сергей Петрович
Серге́й Петро́вич Ушако́в (1828—1894) — сенатор; губернатор Уфимской губернии (1867—1873) и Тульской губернии (1873—1887); тайный советник.

## Биография
Происходил из дворян Тамбовской губернии. Родился 12 (24) августа 1828 года в семье генерал-майора Петра Сергеевича Ушакова (1782—1832); его мать, Мария Антоновна — известная московская красавица, пользовавшаяся покровительством многих видных сановников. Современники считали Ушакова незаконным сыном императора Николая I. Видевший его в Туле В. В. Вересаев, вспоминал:
Вошел губернатор, Сергей Петрович Ушаков, с седыми баками, очень похожий на Александра II. Говорили, будто он — незаконный сын Николая I, и будто он этим, к нашему изумлению и смеху, — очень гордился.
После окончания Пажеского корпуса в 1846 году был зачислен прапорщиком в лейб-гвардии Преображенский полк. В 1847 году участвовал в походе в Венгрию и вскоре оставил военную службу. В 1852—1858 годах служил чиновником по особым поручениям при Московском военном губернаторе графе А. А. Закревском, с женой которого мать Ушакова была очень дружна.
С 7 февраля 1859 года служил по министерству императорского двора и по министерству внутренних дел. В 1861 году Ушаков был назначен Самарским вице-губернатором. В управлении губернией активно помогал губернаторам А. А. Арцимовичу, Н. П. Мансурову и Б. П. Обухову. Входил во Временный губернский комитет по введению земских органов.
Был награждён орденами Св. Анны 2-й ст. (1863) и Св. Станислава 1-й ст. (1868); 27 марта 1866 года получил чин действительного статского советника.
С 19 февраля 1867 года по 24 марта 1873 года был Уфимским губернатором. По его инициативе осенью 1867 года в Уфе был заложен парк, позднее его назвали Ушаковским.
Был награждён орденом Св. Анны 1-й ст. (1870); 24 марта 1873 года назначен Тульским губернатором, с 8 апреля 1873 года — тайный советник; в 1876 году пожалован орденом Св. Владимира 2-й степени. Удостоен звания Почетного гражданина города Тулы. Был почётным мировым судьёй по Тульскому уезду. 
С 31 декабря 1886 года — сенатор, присутствующий в пятом департаменте. После отставки жил в Петербурге, был активным членом Английского клуба.
Скончался скоропостижно в Санкт-Петербурге 19 (31) марта 1894 года; был похоронен на Всехсвятском кладбище в Туле. По отзыву Л. Н. Толстого, Ушаков был «легкомысленным, но очень добрым человеком».

## Семья

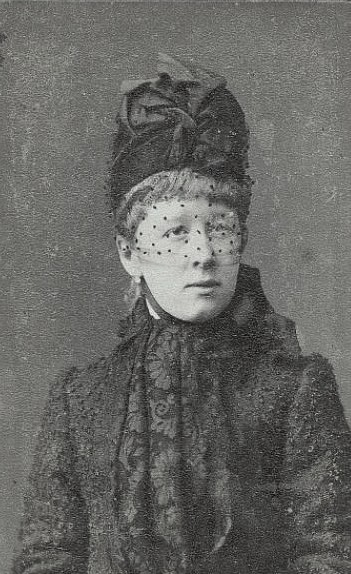
дочь, Анна Сергеевна

Первая жена — Мария Александровна Хлопова (11.09.1831—04.04.1878), по словам ценившего её Л. Н. Толстого, была прекрасной женщиной, державшей мужа и всю семью. Погибла в Туле, была убита лошадью насмерть. Некролог о ней был опубликован 13 мая 1878 года в «Тульских губернских ведомостях». Похоронена на Всехсвятском кладбище в Туле. В браке имели 4 детей, из них:
- Анна Сергеевна (1856 — ?), замужем за публицистом Дмитрием Алексеевичем Хомяковым (1841—1919), сыном славянофила А. С. Хомякова. Впоследствии, разведясь с ним, вышла замуж 18 октября 1889 года в Женеве[9] за камергера графа Николая Александровича Бреверн де Лагарди (1856—1929), сына А. И. Бреверн де Лагарди.
- Валентина Сергеевна (1863—1931), фрейлина императрицы Марии Федоровны, с 1887 года замужем за Николаем Николаевичем Гордеевым (1850—1906), предводителем дворянства Одоевского уезда Тульской губернии, после смерти мужа стала сестрой милосердия в московских больницах. Была помощницей великой княгини Елизаветы Фёдоровны в созданной ею Марфо-Мариинскую Обители, а после её ареста второй настоятельницей обители[10].
- Елена Сергеевна (23.10.1871—?),[8] в 1890 г. окончила Смольный институт.

Вторая жена (с 16.04.1879, Штутгарт)— баронесса Юлия (Фредерика Каролина Ева) Юльевна Деллинсгаузен (04.10.1844—04.12.1879), похоронена на Всехсвятском кладбище в Туле.